# Segur de Calafell
Segur de Calafell és un barri a l’est del municipi de Calafell (Baix Penedès). Té estació de tren a la línia R2 Sud. Es troba a una hora (55 km) de Barcelona i a 25 km de Tarragona. La principal activitat econòmica és el turisme. No hi ha gaire indústria i les activitats agrícoles i pesqueres són en recessió.

## Història
Al fogatjament del 1378 hi havia quatre focs. La juridicció era compartida entre Jaume de Miralpeix i el paborde del monestir de Sant Cugat del Vallès. La primera meitat del segle xx la finca de Sant Miquel es trobava despoblada, comptant tan sols amb les construccions anomenades Masia Vella, Masia Nova i amb l'església romànica de Sant Miquel, l'únic edifici històric conservat.
El barri va néixer a l'entorn del projecte de ciutat jardí començat l'any 1947 i, tot i que en un principi els nuclis de població estaven força allunyats, el creixement demogràfic i l'augment de segones residencies ha fet que aquests es toquessin, vertebrats per la banda de mar per un passeig maritim d'uns 3 km de longitud que recorre tota la costa. Amb els temps, molts estiuejants han esdevingut residents permanents i ha s'hi ha empadronat la meitat de la població de Calafell.

### Ciutat Jardí
El concepte apareix als anys 1940 lligat a Calafell des que naixés el projecte d'urbanització de la finca de Sant Miquel a la històrica Quadra de Segur, deixada en herència pel Marqués d'Alfarràs a seus descendents Carmen i Maria Desvalls.
L'arquitecte Manuel Baldrich i Tibau va concebre el plànols originals. El 24 d'octubre de 1946 es tracta per primera vegada en ple municipal i el 21 de desembre de 1946 es resol autorització del pla urbanístic. El pla inclou un baixador a la línia del ferrocarril Barcelona-Vilanova-Valls (R2 Sud).
José Orbaneja, marit i cunyat respectivament de Carme Desvalls i Maria Desvalls, membre del consell d'administració de l'entitat promotora Construccions i Urbanitzacions Segur, SA.
El bisbe Gregorio Modrego beneeix els terrenys i inaugura el baixador de ferrocarril l'1 de novembre de 1947. Tot i que hi ha hagut molta urbanització selvatge i especulativa, la zona de muntanya en forma d'habitatges unifamiliars conserva encara trets característics de la idea original.
Com que és una urbanització gairebé plenament residencial construïda a mitjan segle xx, la xarxa de carrers és força lluny de les formes rectes com les que podem trobar en altres nuclis de població, ja que es van haver d'adequar a les cases que ja eren construïdes abans de l'ordenació i pavimentació dels carrers. Als anys 1960 'obren els carrers al costat de la via.

##### Creixement des dels anys 1970
A final de la dècada, el desenvolupament de la Ciutat jardí de Segur de Calafell, amb el beneplàcit dels successius ajuntaments, va derivar en una filera inacabable d'edificis davant del mar, producte de l'especulació depredadora. L'esmentat creixement li va valer el sobrenom de la major urbanització a Europa. Devers 2006, un nou pla d'eixample de la urbanització en acord amb el Pla general d'ordenació urbana de 1989, va ser contestat i es va crear una Plataforma contra l'Especulació. Un canvi de majoria al consistori va frenar aquest projecte i es va redactar un nou Pla d'ordenació urbanística municipal (POUM) amb un concepte més modern. En van eixir una sèrie de contenciosos amb l'immobiliària Gaudir que havia iniciat el projecte anterior.